# زانغ نجوين
زانغ نجوين (بالإنجليزية: Giang Nguyen) هي لاعبة شطرنج أسترالية، ولدت في 2 أكتوبر 1985.

## وصلات خارجية
- زانغ نجوين على موقع الاتحاد الدولي للشطرنج (الإنجليزية)
- زانغ نجوين على موقع 365Chess.com (الإنجليزية)
- زانغ نجوين على موقع Chesstempo.com (الإنجليزية)
- زانغ نجوين سجل أولمبياد الشطرنج للسيدات على موقع OlimpBase.org (الإنجليزية)